# Elsa Signorino
Elsa Giuseppina Signorino (Ravenna, 23 novembre 1950) è una politica italiana.

## Biografia
Laureata in pedagogia all'Università degli Studi di Bologna. 
Già assessore alla cultura per la Provincia di Ravenna, in occasione delle elezioni regionali in Emilia-Romagna del 1985 è eletta per il PCI in Consiglio regionale, avendo ottenuto 2.991 preferenze nella circoscrizione di Ravenna; è confermata alle regionali del 1990, in rappresentanza della stessa circoscrizione. Dal 1987 al 1993 ricopre altresì la carica di assessore regionale.
In seguito alle elezioni suppletive del 1995 è eletta alla Camera, dopo la morte di Davide Visani; rieletta deputata alle elezioni politiche 1996 nelle file del PDS, confluisce nel 1998 ai Democratici di Sinistra. Termina il mandato parlamentare nel 2001.
Nel 2016 viene nominata assessore alla cultura nella giunta comunale di Ravenna di Michele De Pascale, carica che mntiene fino al 2021.